# Фордуни
Фордуни́ (від нід. pardoen, початкове ф- виникло під впливом морського префікса «фор-») — снасті стоячого такелажу, що кріплять стеньгу або брам-стеньгу іззаду і з бортів. Фордуни призначені для протидії тязі штагів вперед і надання стеньгам і брам-стеньгам більшої остійності.
Залежно від того, яке рангоутне дерево фордуни утримують, вони отримують додаткові найменування.
- Фор-стень-фордуни, фор-брам-стень-фордуни, фор-бом-брам-стень-фордуни зміцнюють рангоутне дерево фок-щогли.
- Грот-стень-фордуни, грот-брам-стень-фордуни, грот-бом-брам-стень-фордуни зміцнюють рангоутне дерево грот-щогли.
- Крюйс-стень-фордуни, крюйс-брам-стень-фордуни, крюйс-бом-брам-стень-фордуни зміцнюють рангоутне дерево бізань-щогли.

Нижні кінці фордунів, закінчуються юферсом або огоном з коушем, кріпляться до бортів судна, позаду вант і бакштагів на «фордунній лавці» (маленький руслень) або на обухах, поставлених вище або нижче русленя. На верхньому кінці фордунів робиться огон, що надівається на топ відповідної щогли.
На сучасних яхтах, що оснащуються щоглами без стеньг, фордунами називають снасті, проведені з топа щогли за наявності бакштагів. Часто нижні кінці бакштагів і фордунів сполучають разом, щоб спростити управління яхтою при маневруванні.
Виготовляються фордуни із сталевого, синтетичного або спеціального прядив'яного троса.